# 唐仲璋
唐仲璋（1905年12月10日—1993年7月21日），男，福建福州人，中国生物学家，中国科学院院士。

## 生平
1931年毕业于福建协和大学，获理学士学位。1949年获美国约翰·霍普金斯大学科学硕士学位。曾任厦门大学教授。从事人体和家畜的寄生虫研究。1980年当选为中国科学院院士（学部委员）。